# Halkbank Ankara
El Halkbank Ankara es un equipo de voleibol masculino del club polideportivo turco Halk Bankasi Spor Kulübü  de la ciudad de Ankara, que milita en la Primera División de Turquía.

## Historia
Fundado en 1983, en la primera mitad de la década de los años 90 consigue ganar cinco campeonatos de forma seguida y tres copas de Turquía, logrando el doblete en las temporadas 1991-92, 1992-93 y 1995-96. Tras unos años de medio nivel en la temporada 2012-13 el equipo gana la Copa CEV derrotando en la doble final los italianos del Top Volley Latina.
En verano de 2013 el equipo ficha al entrenador búlgaro Radostin Stoytchev junto a Matej Kazijski, Osmany Juantorena, Mitar Djuric y el brasileño Raphael todos provenientes dal Trentino Volley de Italia, con el objetivo de dominar en Turquía y en Europa. En ámbito nacional el equipo gana campeonato, copa y supercopa de Turquía mientras que en Europa organiza la Final Four de la Liga de Campeones llegando hasta la final donde es derrotado por los rusos del Belogori'e Bélgorod.

## Palmarés
- Campeonato de Turquía (6)

1991-92, 1992-93, 1993-94, 1994-95, 1995-96, 2013-14
- Copa de Turquía (6)

1991-92, 1992-93, 1995-96, 2012-13, 2013-14, 2014-15
- Supercopa de Turquía (3)

2013, 2014, 2015
- Champions League

2° lugar (1): 2013-14
- Copa CEV (1)

2012-13